# Чемпионат Европы по настольному теннису 2020
Чемпионат Европы по настольному теннису 2020 года проходил с 22 по 27 июня 2021 года в городе Варшава (Польша). В рамках чемпионата были разыграны 5 комплектов медалей в одиночных разрядах среди мужчин и женщин, в парных разрядах среди мужчин и женщин, и в смешанном разряде. Изначально чемпионат должен был пройти в сентябре 2020 года, однако в связи со вспышкой эпидемии COVID-19 в августе 2020 года ETTU объявила о переносе даты проведения.

## Организация соревнований

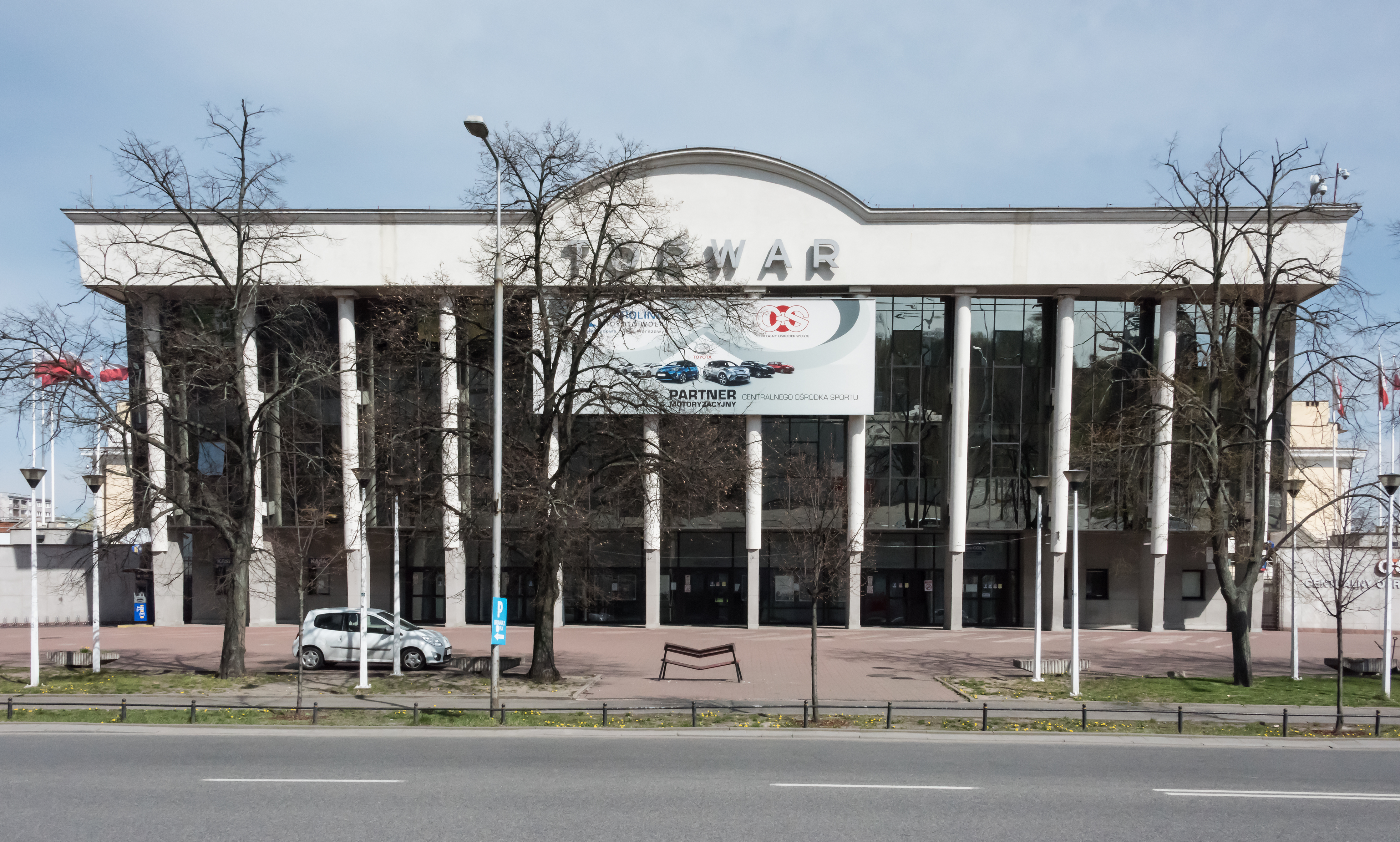
Arena COS Torwar в 2020 году

Изначально чемпионат должен был пройти в сентябре 2020 года, однако в связи со вспышкой эпидемии COVID-19 в августе 2020 года ETTU объявила о переносе даты проведения.
Чемпионат проводился в пяти дисциплинах:
- Мужской одиночный разряд (чемпион 2018 года Тимо Болль);
- Женский одиночный разряд (чемпионка 2018 года Ли Цянь[англ.]);
- Мужской парный разряд (чемпионы 2018 года Daniel Habesohn и Robert Gardos);
- Женский парный разряд (чемпионки 2018 года Nina Mittelham и Kristin Lang);
- Смешанный парный разряд (чемпионы 2018 года Рувен Филус[нем.] и Хань Ин[англ.]).

## Результаты чемпионата

### Медалисты
| Разряд                   | Золото                                 | Серебро                                     | Бронза                                                                                    |
| ------------------------ | -------------------------------------- | ------------------------------------------- | ----------------------------------------------------------------------------------------- |
| Мужской одиночный разряд | Тимо Болль (GER)                       | Дмитрий Овчаров (GER)                       | Маттиас Фальк (SWE) Маркуш Фрейташ (POR)                                                  |
| Женский одиночный разряд | Petrissa Solja (GER)                   | Shan Xiaona (GER)                           | Маргарита Песоцкая (UKR) Elizabeta Samara (ROU)                                           |
| Мужской парный разряд    | Лев Кацман (RUS) Максим Гребнев (RUS)  | Jakub Dyjas (POL) Cedric Nuytinck (BEL)     | Adam Szudi (HUN) Nandor Ecseki (HUN) Тьягу Аполония (POR) João Monteiro (POR)             |
| Женский парный разряд    | Petrissa Solja (GER) Shan Xiaona (GER) | Nina Mittelham (GER) Sabine Winter (GER)    | Stéphanie Loeuillette (FRA) Jia Nan Yuan (FRA) Hanna Haponova (UKR) Tetyana Bilenko (UKR) |
| Микст                    | Цю Дан (GER) Nina Mittelham (GER)      | Ľubomír Pištej (SVK) Barbora Balážová (SVK) | Симон Гози (FRA) Prithika Pavade (FRA) Emmanuel Lebesson (FRA) Jia Nan Yuan (FRA)         |

Мужская пара Лев Кацман и Максим Гребнев впервые в современной российской истории завоевали золотые медали Чемпионата Европы.

### Медальная таблица
*   Принимающая страна (Польша)
| Место           | Страна          | Золото | Серебро | Бронза | Всего |
| --------------- | --------------- | ------ | ------- | ------ | ----- |
| 1               | Германия        | 4      | 3       | 0      | 7     |
| 2               | Россия          | 1      | 0       | 0      | 1     |
| 3               | Словакия        | 0      | 1       | 0      | 1     |
| 4               | Бельгия         | 0      | 0.5     | 0      | 0.5   |
| 4               | Польша*         | 0      | 0.5     | 0      | 0.5   |
| 6               | Франция         | 0      | 0       | 3      | 3     |
| 7               | Португалия      | 0      | 0       | 2      | 2     |
| 7               | Украина         | 0      | 0       | 2      | 2     |
| 9               | Венгрия         | 0      | 0       | 1      | 1     |
| 9               | Румыния         | 0      | 0       | 1      | 1     |
| 9               | Швеция          | 0      | 0       | 1      | 1     |
| Всего стран: 11 | Всего стран: 11 | 5      | 5       | 10     | 20    |